# Paucar del Sara Sara (província)
Paucar del Sara Sara é uma província do Peru localizada na região de Ayacucho. Sua capital é a cidade de Pausa.

## Distritos da província
- Colta
- Corculla
- Lampa
- Marcabamba
- Oyolo
- Pararca
- Pausa
- San Javier de Alpabamba
- San José de Ushua
- Sara Sara[2]